# دستجرد (مهاجران)
دستجرد (بالفارسية: دستجرد) هي مستوطنة تقع في إيران في Lalejin District. يقدر عدد سكانها بـ 2,907 نسمة .